# Veliki skok naprijed
Veliki skok naprijed ili Veliki korak naprijed (kineski 大跃进) Narodne republike Kine je bio ekonomski i socijalni plan na snazi od 1958. do 1961. čiji je cilj bio iskoristiti kinesku ogromnu populaciju kako bi se zemlja brzo preobrazila iz poljoprivredne ekonomije u modernu industrijaliziranu. Mao Ce Tung je pokrenuo program i osmislio ga po „teoriji produktivnih snaga“. Projekt je završio u katastrofi i pokrenuo jednu od najsmrtonosnijih i najtežih gladi u modernoj ljudskoj povijesti u kojoj je poginulo najmanje 20 milijuna ljudi.

## Uvod
Otkad je 1949. formirana Narodna republika Kina, Mao Ce Tung preuzeo je kontrolu i smatrao da je najbolji način da se financira industrijalizacija države taj da vlast preuzme kontrolu nad poljoprivredom čime bi uspostavila monopol nad distribucijom i ponudom žitarica. To bi omogućilo državi da ju otkupi za nisku cijenu i onda proda za veću, čime bi skupio potreban kapital za industrijalizaciju provincija. Iako je vlast shvatila da će ta politika biti nepopularna među seljacima, ipak je krenula s njenom provedbom kada je počela stavljati seljake pod kontrolu partije uz pomoć uspostave poljoprivrednih kolektiva koji će ujedno olakšati nabavu alata i životinja. Do 1956., jedna takva zajednica znala je imati između 100 i 300 obitelji.
Umjereni članovi partije, među kojima je bio primjerice Zhou Enlai, zagovarali su ukidanje kolektivizacije i smatrali da bi Kina trebala pronaći način za „svoj“ komunizam, a ne slijediti model Sovjetskog saveza. Njihove zahtjeve je ojačao govor Nikite Hruščova 1956. u kojem je razotkrio zločine tijekom vladavine Staljina koji su naglasili neuspjeh njegovih poljoprivrednih politika u SSSR-u. Te uz činjenice, Istočnonjemački ustanak 1953., Proteste u Poznanju 1956. i Mađarsku revoluciju 1956. uvjerili su Ce Tunga da Kina mora naći svoj put.

## Projekt “Veliki skok naprijed”
„Veliki skok naprijed“ je imao zacrtan plan povećanja industrijskog sektora Kine uz pomoć masovne jeftine radne snage i izbjegavanja uvoza teške mašinerije. Do 1958., uspostavljeno je oko 25.000 zajednica koje su imale prosječno 5.000 domaćinstava. Zajednice su bile uglavnom samoodržive, a umjesto novca i nadnica radnici su dobivali „radne bodove“.
Prema planu, radnici bi u svojim dvorištima uspostavili improvizirane talionice u kojima bi od starog metala proizvodili čelik. Seljaci bi koristili drva za vatru u talionicama, a stari lončići i potrošeni alati su namijenjeni kao opskrba „starog metala“. Mao je predviđao da će „Veliki skok naprijed“ omogućiti Kini da za „15 godina pretekne Veliku Britaniju po proizvodnji čelika“. Seljaci su se masovno preusmjeravali u talionice kako bi proizvodili čelik te je tako velik dio žetve zapušten. Iako je Mao tek kasnije otkrio da se kvalitetni čelik može proizvoditi samo u posebnim velikim tvornicama koja se lože na ugljen, ipak je ostao uvjeren da će plan uspjeti. Program je ipak potiho napušten 1960.
U zajednicama, uvedene su mnoge radikalne i besmislene inovacije u poljoprivredi, kao što je pregusto sijanje sjemenja ili duboko oranje zemlje (katkad i do 2 metara) zbog pogrešnog vjerovanja da će biljke imate jače korijene. Zbog masovnog broja seljaka u talionicama, velik dio žetve je zanemaren. Time je umjesto povećanja došlo do smanjenja proizvodnje žitarica.
U međuvremenu, lokalni službenici bili su pod pritiskom da pogrešno knjiže brojke o urodu kako bi izgledalo da je žetva bolja nego prije a projekt Velikog skoka naprijed uspješan. Brojke o proizvodnji žetve na papiru uvećavane su i do 10 puta od stvarnog stanja stvari na terenu kako bi se udovoljili poglavari. Posljedično, država je na temelju neprovjeravanih netočnih podatka naređivala da se višak žitarica izvozi.
Peng Dehuai je jedini imao hrabrosti izravno kazati Maou da njegov plan ne ide u dobrom smjeru, nakon čega je smijenjen i osuđen kao „buržuj“. Penga je zamijenio Lin Biao, koji je započeo sustavne čistke Pengovih pristaša u vojsci.

## Klimatski uvjeti i glad
Vlast je također pokrenula kampanju pod nazivom: "Kampanja protiv četiri pošasti" usmjerenu protiv štakora, muha, vrabaca i komaraca. Stanovništvo je poticano da ubija ove životinje što više može, pa su primjerice, ljudi pribjegavali stvaranju buke dok se vrapci ne bi umorili od letenja do smrti. Posljedično, vrapci su u Kini gotovo istrijebljeni što je uzrokovalo Veliku pošast skakavaca, kojima su se vrapci hranili, uzrokovavši još veće probleme sa žetvom. Zbog pogrešnih informacija o žetvi, žitarice su transportirane u gradove tako da je u selima nastala nestašice hrane i postepeno zavladala glad. Iako je neuspjeh kampanje bio očit, Mao je naredio da Kina nastavi izvoziti žitarice od 1958. do 1960. kako bi sačuvao obraz i uvjerio svijet o uspjehu svojeg pothvata.
1959. i 1960. klimatski uvjeti nisu bili povoljni za Kinu pošto je neke provincije zahvatila suša a neke poplave. U srpnju 1959., Žuta rijeka je poplavila istok Kine. Poplave na jednoj strani, suša i glad na drugoj ubili su 1959. oko 2 milijuna ljudi
1960., loše vrijeme pogodilo je 55 % obradive zemlje Kine a oko 60 % sjeverne poljoprivredne zemlje nije dobilo dovoljno kiše.
S vremenom, redukcije hrane su pogodile i urbana područja, no masovna glad je najočitija bila, ironično, u ruralnim područjima. Provincije Anhui, Gansu i Henan su pogođeno gotovo katastrofalno, dok je Sichuan zabilježio najveći broj mrtvih. U nekim djelovima države pojavio se Kanibalizam a znani su i slučajevi jedenja zemlje od čega bi ljudima stradavao probavni sustav dok bi oni skončavali u bolovima
Konačno, u siječnju 1961. se stanje počelo poboljšavati kada je prekinut „Veliki skok naprijed“ a seljaci su se vratili starim poljoprivrednim navikama. Zaustavljen je izvoz žitarica a pokrenut je čak i uvoz iz Kanade i Australije koje su pomogle u smanjivanju nedostatka hrane, ponajviše u obalnim gradovima.

## Posljedice
“Veliki skok naprijed” se danas smatra „velikim korakom unatrag“. Trebalo je godinama dok se Kina nije oporavila od katastrofe i vratila na staro, kad je stanovništvo imalo dovoljno hrane. Službena kineska vlast stavila je brojke o smrtnosti tijekom tri godine gladi „Velikog koraka naprijed“ na 14 milijuna, no stručnjaci smatraju da je bilo između 20.000.000 i 43.000.000 žrtava. Budući da je Kina tada imala oko 650 milijuna stanovnika, od gladi je poginulo između 3 i 7 % njenog stanovništva. Te tri godine se znaju i kao „Tri gorke godine“. Mnogi lokalni službenici su izvedeni pred sud i javno smaknuti zbog davanja krivih informacija o stanju žetve. To je jedna od najvećih gladi 20. stoljeća.
Zaposlenica američke vlade Judith Banister objavila je u 1980-tima utjecajan članak u kojem se procjenuje da je u Kini 30 milijuna ljudi izgubilo živote zbog posljedice gladi. Međutim, Wim F. Wertheim s Amsterdam sveučilišta je izjavio da se ne slaže s takvom brojkom jer nemaju znanstvene potpore. Jedan značajan iskaz je studija od 1.100 stranica koju je napisao Yang Jisheng, dugogodišnji član komunističke stranke i novinar za službenu kinesku agenciju vijesti Xinhua, koji stavlja broj umrlih od gladi na 36 milijuna ljudi. U svojoj knjizi „Nadgrobni spomenik“ osporava službenu inačicu komunističke stranke da je glad uzrokovana „prirodnim katastrofama“ i krivicu isključivo stavlja na Mao Ce Tunga. Yang također optužuje da je vlast bila ravnodušna na umiranje ljudi oko njih jer im je glavna briga bila dostava žitarica kako bi se otplatio dug Sovjetskom savezu od 1.973 milijarde yuana. U Xinyangu, ljudi su umirali od pothranjenosti ispred velikih skladišta žitarica. Mao je odbijao otvoriti državna skladišta hrane te je čak optuživao seljake da lažu i skrivaju hranu.
Glad je u nekim slučajevima čak korištena kao oružje da se država riješi „nepoželjnih elemenata“: religijski vođe, desničari i bogati seljaci su stavljeni na najniži prioritet dostavljanja hrane pa su stoga i umirali u najvećim brojevima. Neke su seljake službenici smaknuli jer nisu ispunili kvote žetve. Tijekom „Velikog koraka“, kineska je ekonomija isprva rasla: proizvodnja čelika je porasla za 30 % od 1958. do 1960., no spala je 1961. te nije dosegnula prijašnju razinu sve do 1964. Nakon završetka programa, nastupila je svojevrsna de-kolektivizacija pod vodstvom Deng Xiaopinga.

## Vanjske poveznice
- Veliki skok naprijed
- Kinesko ekonomsko planiranje pod Mao Zedongom 1/2 na YouTube
- Kinesko ekonomsko planiranje pod Mao Zedongom 1/2 na YouTube